# Huda Sha'arawi
Huda Sha'arawi o Hoda Shaarawi (àrab: هدى شعراوي, Hudà Xaʿarāwī) (Menia, Egipte, 23 de juny de 1879 – el Caire, 12 de desembre de 1947) fou una de les pioneres del moviment feminista egipci i àrab, nacionalista i fundadora de la Unió Feminista Egípcia. Protagonitzà el primer acte d'un grup feminista que es recorda en el món musulmà el 1923 quan s'arrencà públicament el vel davant centenars de dones que havien anat a rebre-la a l'estació central del Caire després d'assistir a un congrés feminista a Europa.

## Biografia
Huda Sha'arawi nasqué amb el nom de Nur al-Huda Sultan al si d'una família acomodada de Menia, Egipte, el 1879. Era filla de Muhammad Sultan, d'origen turc i primer president del Consell Representatiu Egipci, i d'una circasiana filla de Sharaluqa Gwatish, cap de la tribu Shabsigh, que arribà a Egipte després d'un exili a Anatòlia.
Sha'arawi passà la infantesa i joventut reclosa en un harem egipci de classe alta, on aprengué l'Alcorà de memòria ja que no tenia autorització per rebre classes de llengua àrab. Ella mateixa narrà les seues vivències en l'autobiografia Anys d'harem: memòries d'una feminista egípcia, 1879-1924.
A l'edat de tretze anys, la casaren amb Ali Pasha Sha'arawi, un polític membre del partit laic i liberal Al-Wafd, de qui es divorcià 15 mesos després en saber que el seu marit estava esperant un fill amb la seua "esclava-concubina", una jove que treballava en el servei de la llar de la casa de la sogra d'Huda. La separació del seu marit li donà temps per obtenir una àmplia educació, així com un desig d'independència. En aquest període aprengué a llegir l'Alcorà i rebé formació en àrab, en turc, i en temes islàmics per part de professors musulmans del Caire. Sha'arawi escrigué poesia en àrab i francés. Durant els set anys que passà allunyada del seu marit, gaudí d'un temps "per a noves experiències i per créixer cap a l'edat adulta".
Als vint-i-un anys tornà novament amb Ali Sha'arawi, que acabà associant Huda al seu combat contra el protectorat britànic a Egipte. De la seua unió van nàixer la seua filla Bathna i el seu fill Muhammad.

## Compromís social i feminisme
Huda Sha'arawi fundà al 1909 un consultori al qual acompanyava una escola especialitzada en l'ensenyament de puericultura i higiene domèstica. Era la Mabarrat Muhammad Ali al-Kabir (المبرات محمد علي الكبير), una institució apadrinada per un grup de dones pertanyents a l'alta societat egípcia: el seu objectiu inicial era frenar l'alta mortalitat infantil a Egipte.
El projecte tingué un gran èxit i al 1919, en plena agitació nacionalista en què la mateixa Huda ajudà a dirigir la primera manifestació de carrer de dones durant la Revolució egípcia, el mateix grup de dones de la Mabarrat Muhammad Ali al-Kabir fundà en un barri popular del Caire la Societat de la Nova Dona, un associació que tenia com a objectiu prioritari l'alfabetització de les dones joves pobres i inculcar-los nocions generals i d'higiene.
Després de la Primera Guerra Mundial, el seu marit participà en la creació del Wafd, un partit nacionalista que militava per la independència egípcia del Regne Unit. Ella es comprometé amb el combat nacionalista, sobretot organitzant manifestacions. És Huda Sha'arawi qui crea el gener de 1920 el Comité Central de Dones del Wafd, del qual fou escollida presidenta.
El 1923, Huda Sha'arawi va fundar la Unió Feminista Egípcia, per a la defensa dels drets de les dones, entre els quals destacaven reivindicacions com facilitar l'accés a la universitat i la funció pública. Aquest mateix any, després de la mort del seu marit, Huda va protagonitzar el gest que la va donar a conèixer internacionalment i pel qual encara avui és recordada com un dels majors símbols del feminisme àrab. En arribar a l'estació del Caire, procedent d'un congrés de l'Aliança Internacional de Dones a Roma, Sha'arawi va decidir no posar-se novament el vel del qual s'havia desprès durant el viatge per seguir la seva lluita política "a la vista de tots". Després de la sorpresa inicial davant aquest acte, altres dones allí presents van començar a despullar-se també dels seus vels. El 1924, després que el govern Wafd ignorés les seves demandes nacionalistes i feministes, va dimitir del seu càrrec en el Comitè Central de Dones.

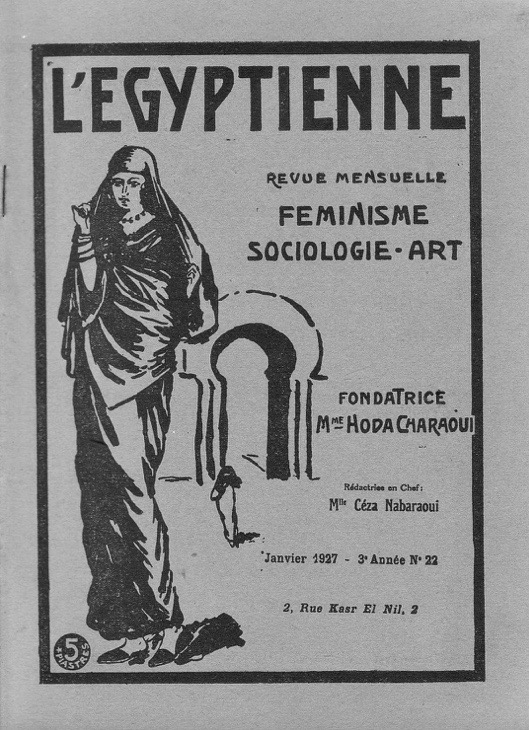
Revista L'Égyptienne, fundada per Sha'arawi

Anys més tard, la Unió Feminista Egípcia llançava una revista bimensual en llengua àrab, L'Égyptienne (Al-Misriyah), en què Huda desenvolupà la seua tasca com a activista i periodista al costat de la seua millor amiga, Céza Nabaraoui, redactora en cap de la revista. És en aquest període en què el compromís polític d'Huda va d'un nacionalisme egipci a un nacionalisme àrab. A partir d'aquest moment, Sha'arawi utilitza la seua revista per a defensar la teoria panarabista i la causa palestina, amb un vocabulari de tendència islàmica.
El compromís polític d'Huda Sha'arawi estigué sempre unit a la causa palestina. Després de la Gran Revolta Àrab a Palestina, la feminista egípcia donà suport a l'Associació de Dones Àrabs de Jerusalem i tractà d'obtenir una condemna internacional de la Declaració Balfour i el suport del primer ministre egipci a la causa palestina. El 1938 liderà la Conferència de Dones d'Orient, en què també participava la feminista palestina Tarab Abd al-Hadi, que condemnava la política britànica i les pràctiques sionistes a Palestina.
El 1944 es feu al Caire el primer Congrés Feminista Àrab, que associava el feminisme i el nacionalisme àrab, organitzat per Sha'arawi. El 1945, fou presidenta i fundadora de la Unió Feminista Àrab.

## Llegat

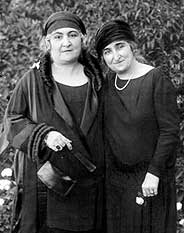
Huda Shaarawi amb Safia Zaghlul

Fins a la seua mort al 1947, Huda dirigí la Unió Feminista Egípcia, publicà la revista feminista L'Égyptienne, i fou membre de l'Aliança Internacional de Dones pel sufragi i la igualtat ciutadana i representant Egipte als congressos de dones a Graz, París, Amsterdam, Berlín, Marsella, Istanbul, Brussel·les, Budapest, Copenhaguen, Interlaken i Ginebra. Durant el seu activisme, defensà la pau i el desarmament i, tot i que només algunes de les seues demandes foren escoltades durant la seua vida, el llegat del seu moviment ha permés beneficis posteriors per a les dones egípcies i àrabs.

## Polèmica
Sha'arawi s'implicà en projectes solidaris durant tota la vida i pensava que els projectes socials dirigits per dones eren importants perquè, en comprometre-s'hi, les dones ampliaven els seus horitzons, adquirien coneixement pràctics i dirigien el seu enfocament cap a l'exterior; i a més tals projectes desafiarien la idea que totes les dones són criatures de plaer i éssers que necessiten protecció. L'entorn acomodat en què vivia i s'educà li donà una visió una mica classista de la vida de les dones pobres, ja que les veia com a receptores passives de serveis socials, sense ser consultades sobre les prioritats o objectius. Els problemes dels pobres havien es resoldrien amb la caritat dels rics, amb donacions als programes d'educació.
Aquesta distinció entre rics i pobres no és aliena als resultats desiguals de la seua lluita. Com recull l'epíleg de l'autobiografia, Harem years, The memoirs of an Egyptian Feminist, dins de la classe alta les barreres entre homes i dones disminuïen, i en la classe de lluita feminista, les fronteres entre les dones s'havien reduït, sense desaparéixer.
Una altra polèmica es vincula amb el símbol més recognoscible de la lluita feminista d'Huda Sha'arawi, el vel. La seua decisió de deixar de tapar-se amb un vel formava part d'un moviment més ampli de dones liderat per la feminista francoegípcia Eugénie Le Brun, i la rebutjaven altres intel·lectuals feministes com Malak Hifni Nasif. Les dones que seguiren la seua acció i deixaren de dur vel pertanyien sobretot a l'aristocràcia egípcia, i no s'estengué a altres grups perquè les llauradores mai s'havien cobert i encara no existia una burgesia notable a Egipte llavors.